# السلف (مذيخرة)

تعديل مصدري - تعديل

السلف محلة تابعة لقرية المحدادة، التابعة لعزلة خولان بمديرية مذيخرة إحدى مديريات محافظة إب في الجمهورية اليمنية.، بلغ تعداد سكانها 303 حسب تعداد اليمن لعام 2004.